# Plectris perplexa
Plectris perplexa är en skalbaggsart som beskrevs av Blanchard 1850. Plectris perplexa ingår i släktet Plectris och familjen Melolonthidae. Inga underarter finns listade i Catalogue of Life.